# 막시밀리안 요제프 인 바이에른 공작
바이에른 공작 막시밀리안 요제프(Duke Maximilian Joseph in Bavaria, 1808년 12월 4일 ~ 1888년 11월 15일)는 엘리자베트 폰 외스터라이히웅가른 황후의 아버지이며, 바이에른 공주 루도비카의 남편으로 둘은 1828년에 결혼하여 5남 5녀를 낳았다. 슈타른베르크호에 포젠베르크 성을 건설해 가족들의 거처로 사용했다.

## 자녀
| 사진 | 이름                | 생일             | 사망                   | 기타                                                             |
| ---- | ------------------- | ---------------- | ---------------------- | ---------------------------------------------------------------- |
|      | 루트비히 빌헬름     | 1831년 6월 21일  | 1920년 11월 6일(89세)  | 헨리에테 멘델과 귀천상혼, 1남 1녀                                |
|      | 빌헬름 카를         | 1832년 12월 24일 | 1833년 2월 13일        | 요절                                                             |
|      | 헬레네              | 1834년 4월 4일   | 1890년 5월 16일(56세)  | 막시밀리안 안톤 폰 트룬 운트 탁시스와 결혼, 2남 2녀              |
|      | 엘리자베트          | 1837년 12월 24일 | 1898년 9월 10일(60세)  | 오스트리아-헝가리 제국의 프란츠 요제프 1세 황제와 결혼, 1남 3녀  |
|      | 카를 테오도르       | 1839년 8월 9일   | 1909년 11월 30일(70세) | 작센의 조피와 결혼, 1녀 포르투갈의 마리아 조세파와 재혼, 2남 3녀 |
|      | 마리아 소피아       | 1841년 10월 4일  | 1925년 1월 19일(83세)  | 양시칠리아 왕국의 프란체스코 2세 국왕과 결혼, 1녀                |
|      | 마틸데 루도비카     | 1843년 9월 30일  | 1925년 6월 18일(81세)  | 트라니 백작 루도비코와 결혼, 1녀                                 |
|      | 막시밀리안          | 1845년 12월 8일  | 1945년 12월 8일        | 요절                                                             |
|      | 조피 샤를로테       | 1847년 2월 23일  | 1897년 5월 4일(50세)   | 알렝콩 공작 페르디낭과 결혼, 1남 1녀                             |
|      | 막시밀리안 에마누엘 | 1849년 12월 7일  | 1893년 6월 12일(43세)  | 작센코부르크고타의 아멜리아와 결혼, 3남                          |